# Асаб/Шах – Хабшан – Рувайс (конденсатопровід)
Асаб/Шах – Хабшан – Рувайс (конденсатопровід) – трубопровід у Об’єднаних Арабських Еміратах, через який відбувається видача конденсату з ряду газопереробних заводів.
У 2001 році в межах проекту Asab Gas Development I почалась розробка газоконденсатних покладів родовища Асаб. Це призвело до продукування на ГПЗ Асаб значних об’ємів конденсату, для евакуації якого проклали трубопровід довжиною 198 км до Рувайсу, де на місцевому нафтопереробному заводі нещодавно стали до ладу дві потужні лінії з переробки цього продукту. Виконаний в діаметрі 450 мм, конденсатопровід мав проектну пропускну здатність у 100 тисяч барелів на добу (а за необхідності – і до 126 тисяч барелів). Крім того, його траса спеціально проходила повз газопереробний майданчик у Хабшані, щоб після завершення проекту ГПЗ Хабшан 3  (став до ладу в 2008-му) мати змогу транспортувати звідси ще 68 тисяч барелів конденсату на добу (втім, можливо відзначити, що більшість продукції з Хабшану до Рувайсу доправляють через власний конденсатопровід).
У 2014 році на південний захід від Асабу почалась розробка газового родовища Шах. Для транспортування вилученого тут конденсату (33 тисячі барелів на добу) проклали перемичку довжиною 66 км та діаметром 400 мм від ГПЗ Шах до ділянки конденсатопроводу Асаб – Хабшан.